# Анталья (аэропорт)
Аэропорт Анталья (тур. Antalya Havalimanı; ИАТА: AYT, ИКАО: LTAI) — международный аэропорт, обслуживающий турецкую провинцию Анталья. Расположен в районе Муратпаша, в 10 км к востоку от центра Антальи. Аэропорт принимает миллионы местных и иностранных туристов, прибывающих на южное побережье Турции, особенно в летние месяцы. Согласно официальной статистике за 2022 год, аэропорт Анталья является вторым по загруженности аэропортом Турции после нового аэропорта Стамбула.

## История
Первоначально аэропорт был построен для использования в военных целях.
Аэропорт был открыт для пассажирских перевозок, когда Turkish Airlines начала выполнять регулярные рейсы на небольших самолётах в Стамбул и Анкару. Терминал сначала располагался в небольшой хижине, расположенной рядом со взлётно-посадочной полосой, а затем с 1960 года — в здании площадью около 300 квадратных метров.
Аэропорт был открыт для международных перевозок в 1985 году, когда был построен терминал площадью 37 тысяч квадратных метров. В настоящее время данный терминал используется для внутренних авиалиний.

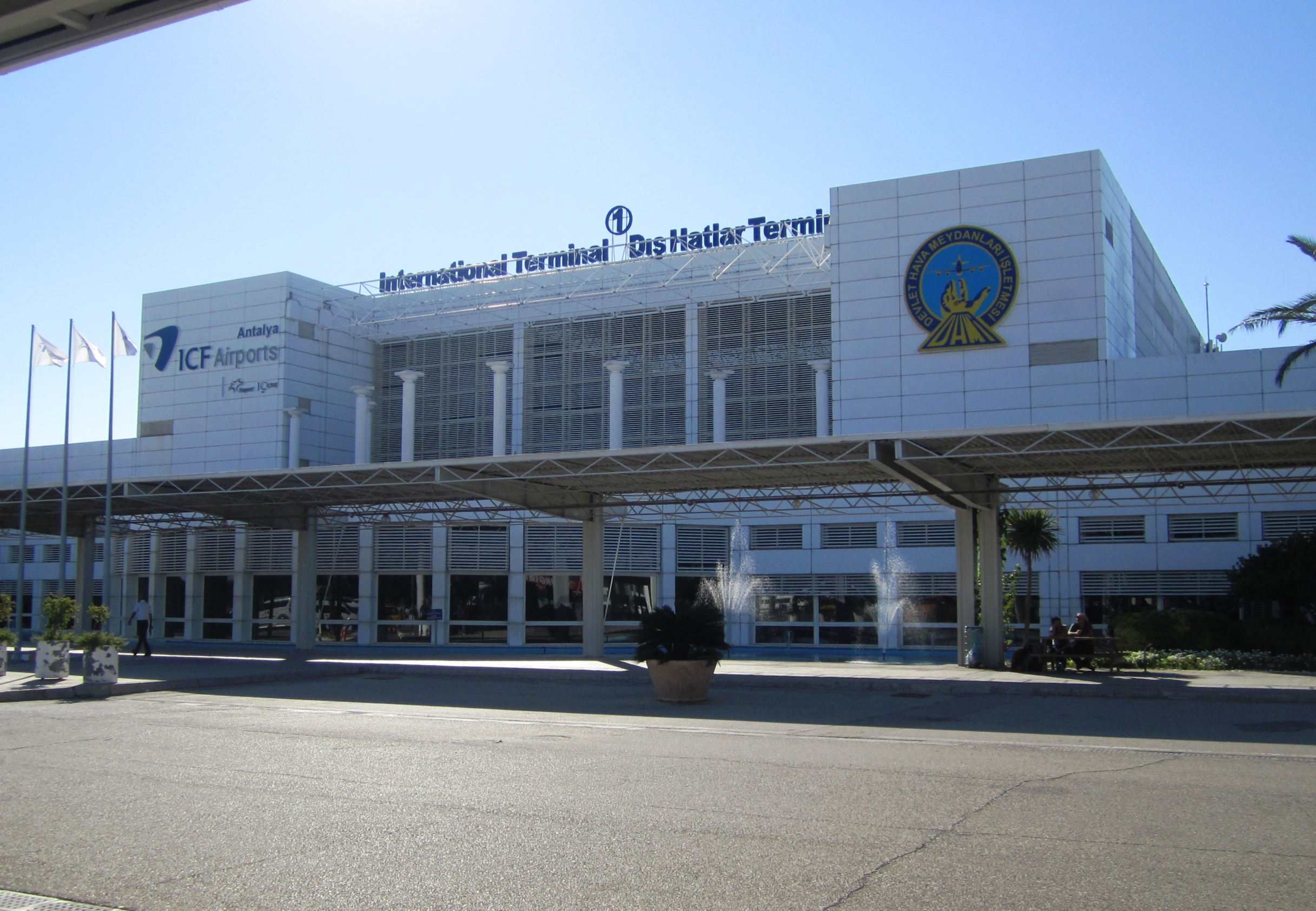
Международный терминал 1

В 1996 году началось строительство Первого международного терминала аэропорта, который был введен в эксплуатацию в апреле 1998 г.

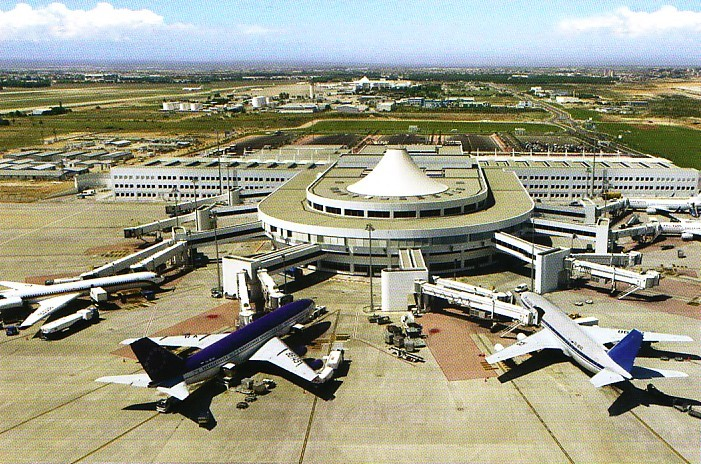
Международный терминал 2

В 2004 году началось строительство Второго международного терминала, площадью 82 тысячи квадратных метров. В 2005 году Второй терминал был введён в эксплуатацию. Кроме того, была построена новая взлётно-посадочная полоса, после ввода в эксплуатацию которой аэропорт Анталья стал первым аэропортом в Турции, где два самолёта могут одновременно приземляться и взлетать.

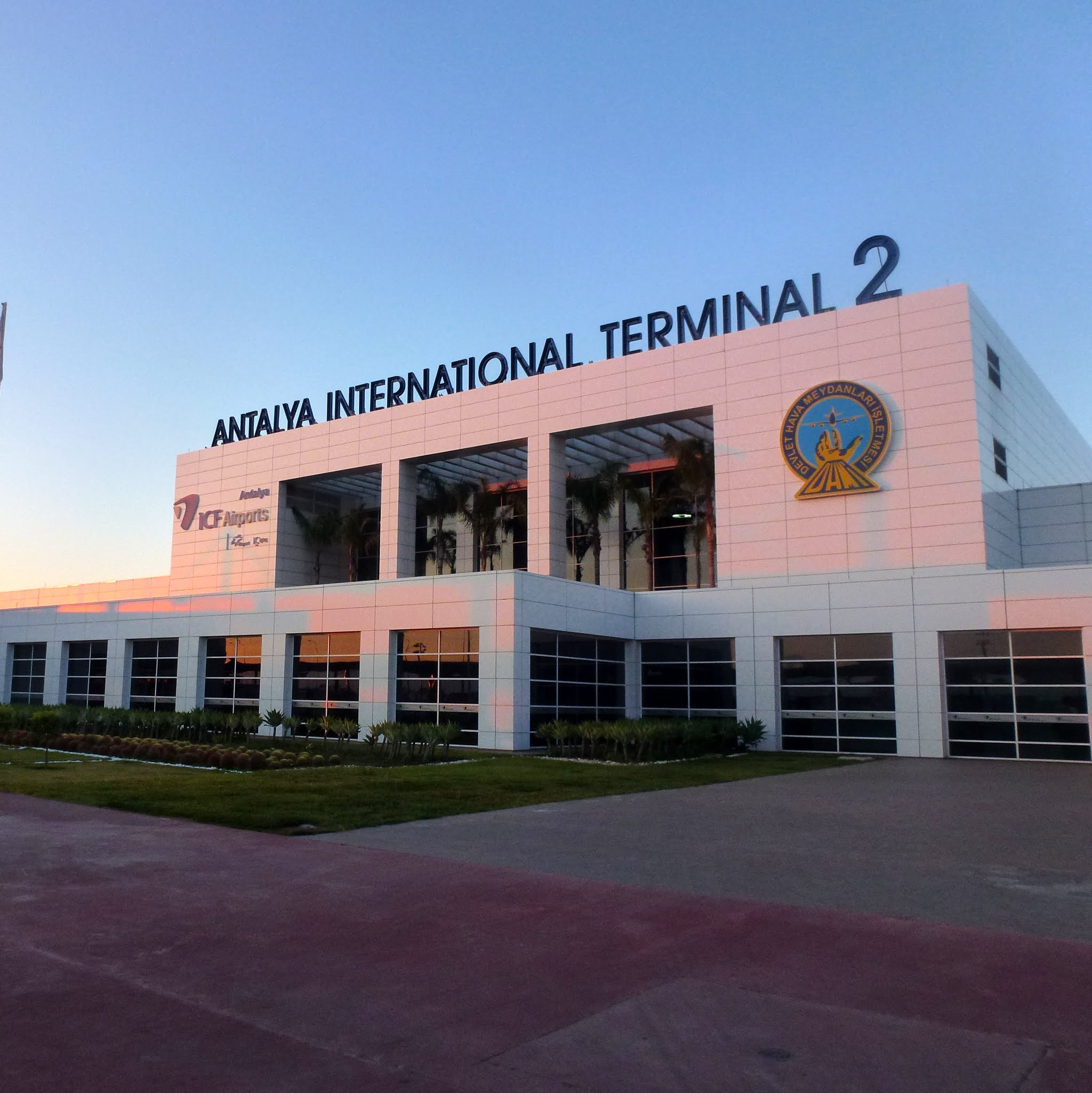
Международный терминал 2

Аэропорт был удостоен награды «Лучший аэропорт Европы» в категории «10-25 миллионов пассажиров» Международным советом аэропортов в 2011 году.

## Аэропорт Анталья сегодня
Аэропорт имеет один внутренний и два международных терминала. Первый международный терминал обслуживает, в основном, регулярные рейсы, а также некоторые чартерные рейсы, выполняемые например Turkish Airlines. Второй международный терминал обслуживает, в основном, чартерные рейсы, а также регулярные рейсы российских авиакомпаний.
Пик пассажиропотока аэропорта приходит на туристический летний сезон в основном с помощью чартерных рейсов практически из всех крупных аэропортов Европы, включая Россию. В межсезонье объём перевозок и количество рейсов резко снижается, осуществляются в основном регулярные перевозки.
На июль 2022 года аэропорт работает на пределе своих возможностей. 9 июля 2022 года был установлен рекорд по приёму и отправке авиарейсов в день после пандемии коронавируса — 1034 авиарейса. При этом, 2 июля 2022 года был установлен предыдущий рекорд — 1026 авиарейсов.
В 2022 году начались работы по увеличению пропускной способности аэропорта. Терминал 2 будет расширен и преобразован в новый терминал площадью 190 тысяч квадратных метров. Внутренний терминал будет расширен с 37 до 78 тысячи квадратных метров. Количество мест для стоянки самолетов будет увеличено со 106 до 181, а количество рукавов в терминалах будет увеличено с 20 до 38 за счет добавления перрона площадью около 1 миллиона квадратных метров. А также, будет построена многоэтажная автостоянка и вертолетная площадка. Работы планируется завершить в 2025 году.

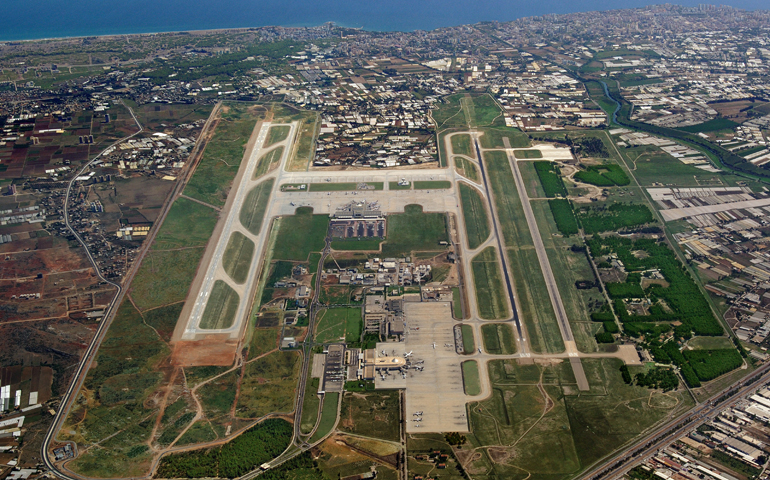
Аэропорт Анталья, до расширения в 2022 году

Аэропорт имеет три взлетно-посадочные полосы. Из них 18R / 36L — это военная полоса, 2990 метров в длину и 45 метров в ширину, покрытие — асфальтобетон. Данная полоса соединена с двумя другими гражданскими полосами рулежными дорожками, и используется пассажирскими судами с разрешения, когда это необходимо. Две гражданские взлетно-посадочные полосы 18C /36C и 18L /36R имеют длину 3400 метров, ширину 45 метров, покрытие — бетон. Расстояние между двумя гражданскими взлетно-посадочными полосами составляет 1535 метров, что позволяет использовать их одновременно.

## Транзит
Ни в 1-м, ни во 2-м международных терминалах нет транзитной зоны - то есть совершить пересадку в аэропорту Антальи можно только с прохождением границы Турции.
Первый международный терминал и терминал внутренних линий находятся в соседних зданиях, а Второй международный терминал находится на удалении от них.
Между Вторым международным терминалом и другими терминалами нет нормального транспортного сообщения. Добраться можно либо на автобусе, ходящем каждый час или реже (маршрут 800), либо на такси (стоимость такой поездки - порядка 3-5 долларов), либо пешком (порядка 2 км по не очень удобным тротуарам).

## Авиакомпании и направления
Является базовым аэропортом для авиакомпаний SunExpress, Corendon Airlines, Southwind Airlines, Freebird Airlines, Mavi Gok Aviation, а также узловым аэропортом для авиакомпаний Pegasus Airlines, Turkish Airlines, Anadolu Jet, Tailwind Airlines.

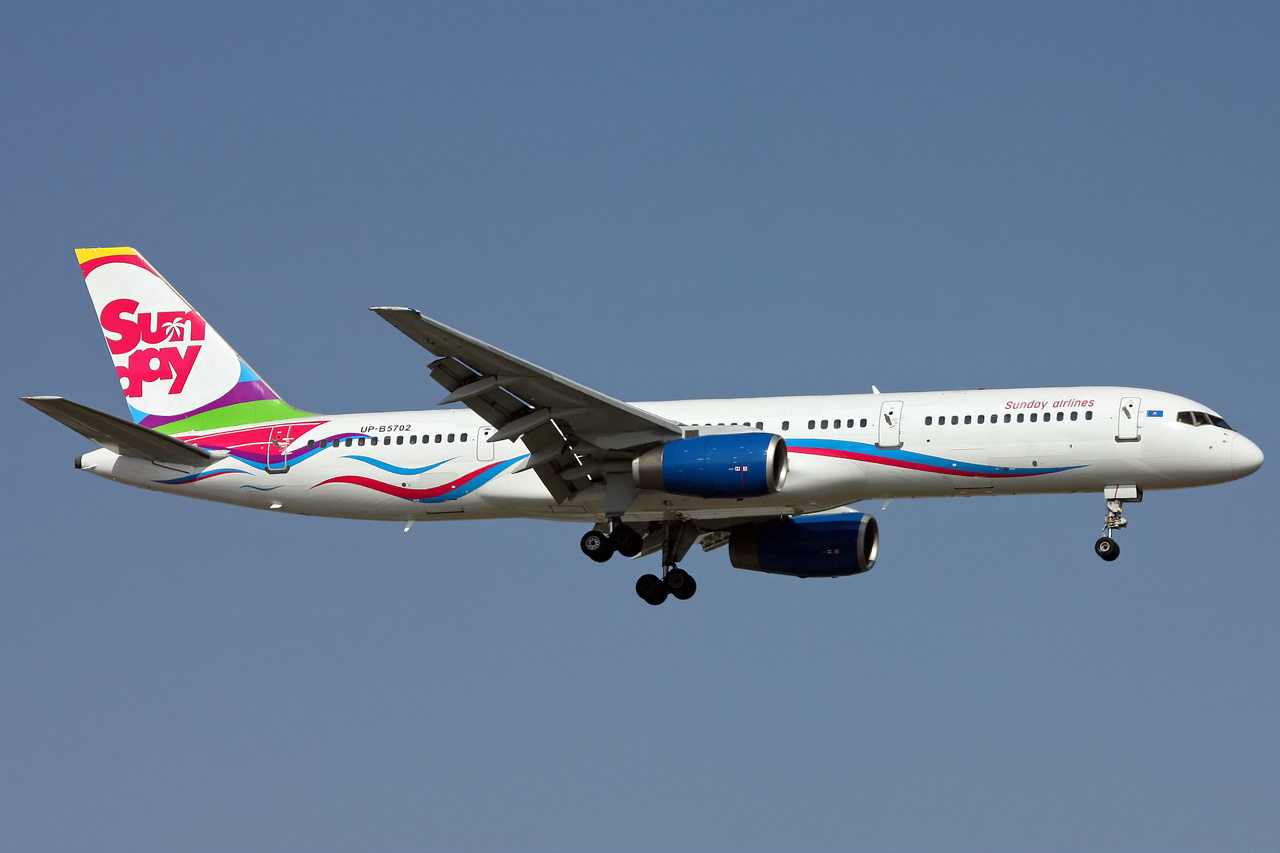
Boeing 757-200 Sunday Airlines заходит на посадку в аэропорту Анталья

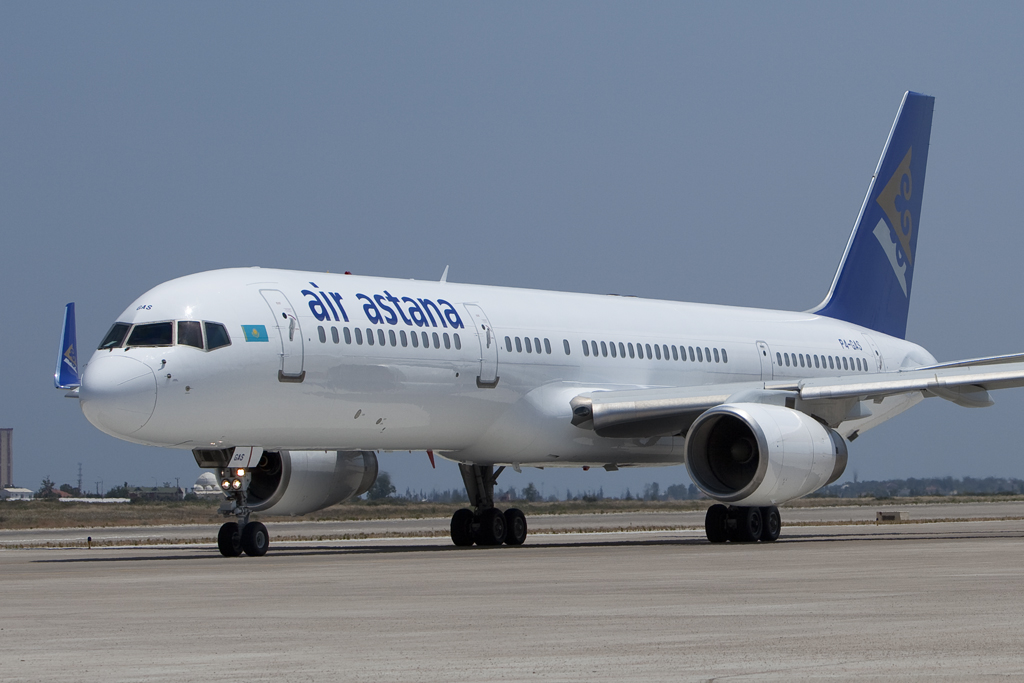
Boeing 757-200 Air Astana в аэропорту Анталья

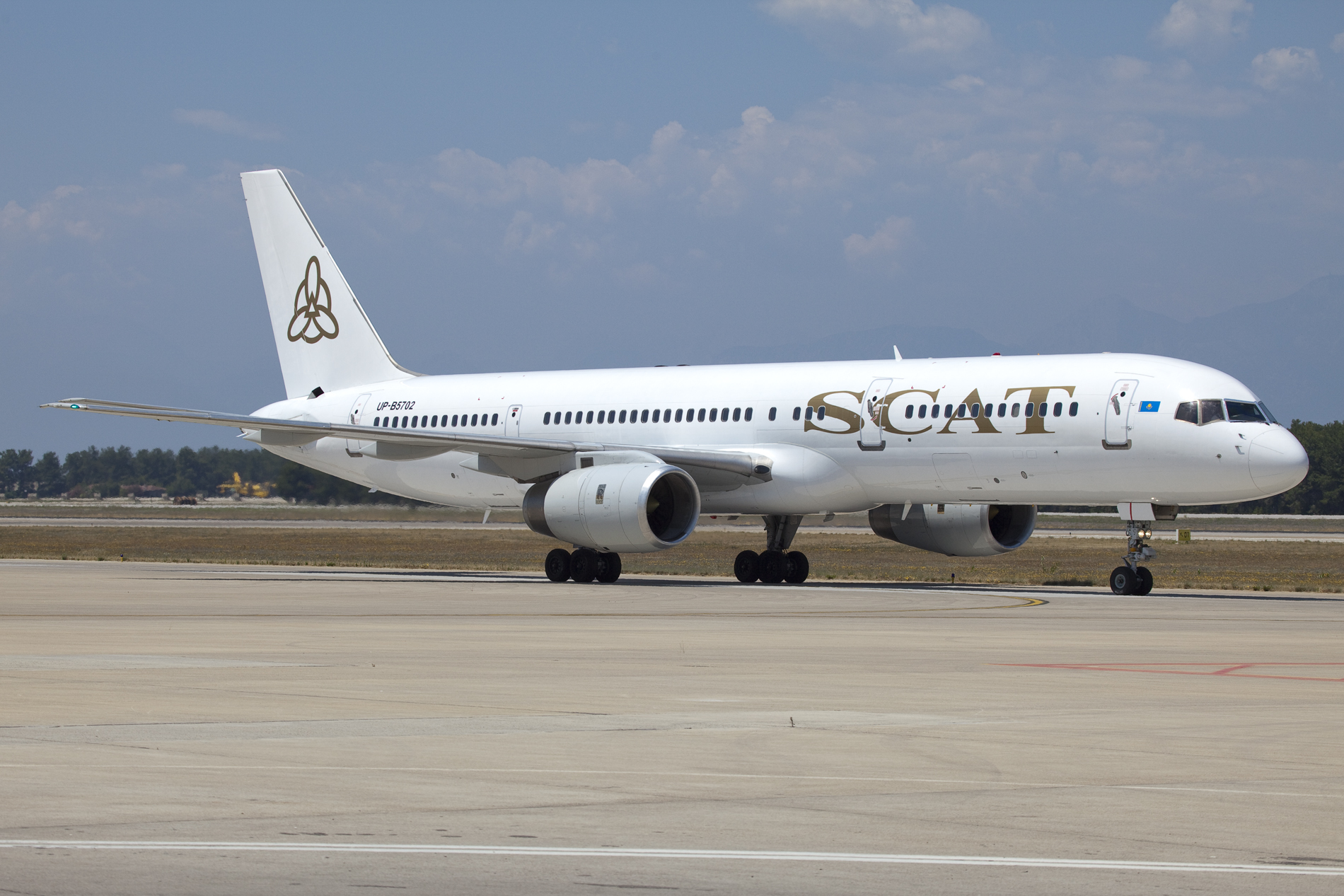
Boeing 757-200 SCAT Airlines в аэропорту Анталья

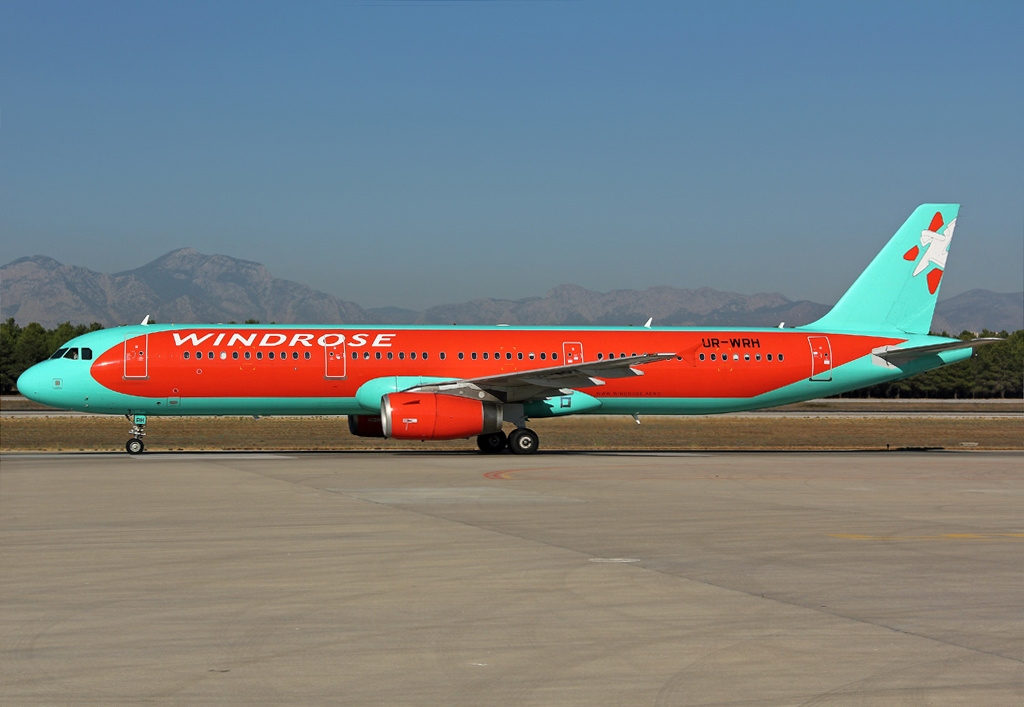
Airbus A321-200 авиакомпании Windrose Airlines в аэропорту Анталья

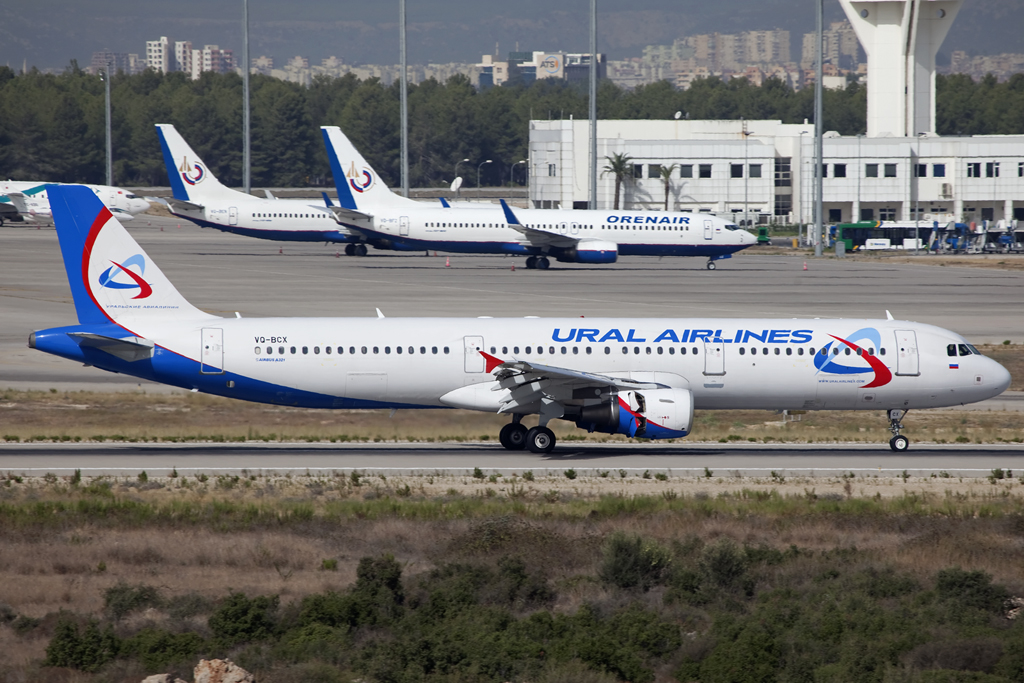
Airbus A321-200 Уральских Авиалиний в аэропорту Анталья

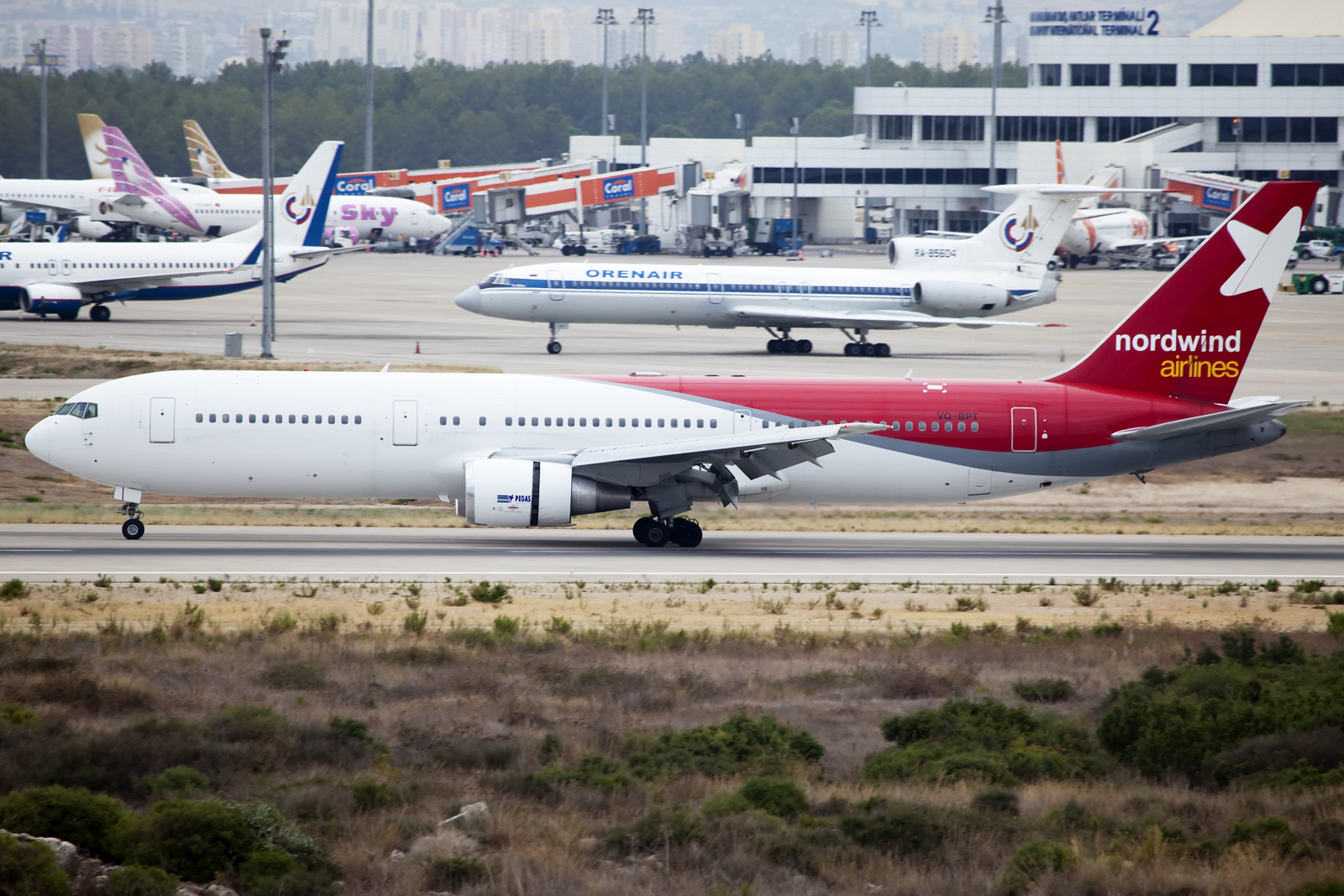
Boeing 767-300 авиакомпании Nordwind Airlines в аэропорту Анталья

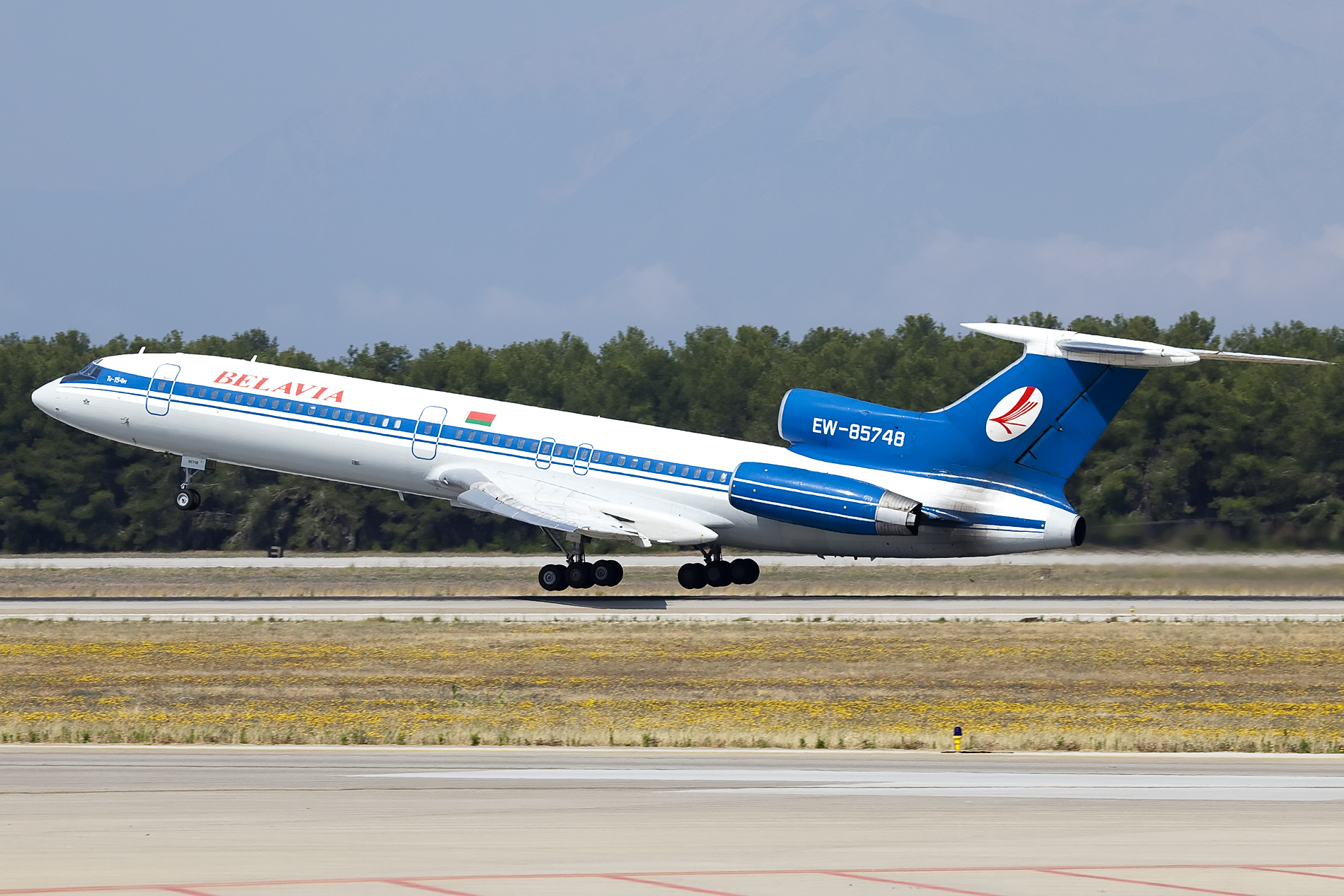
Ту-154М авиакомпании Белавиа в аэропорту Анталья

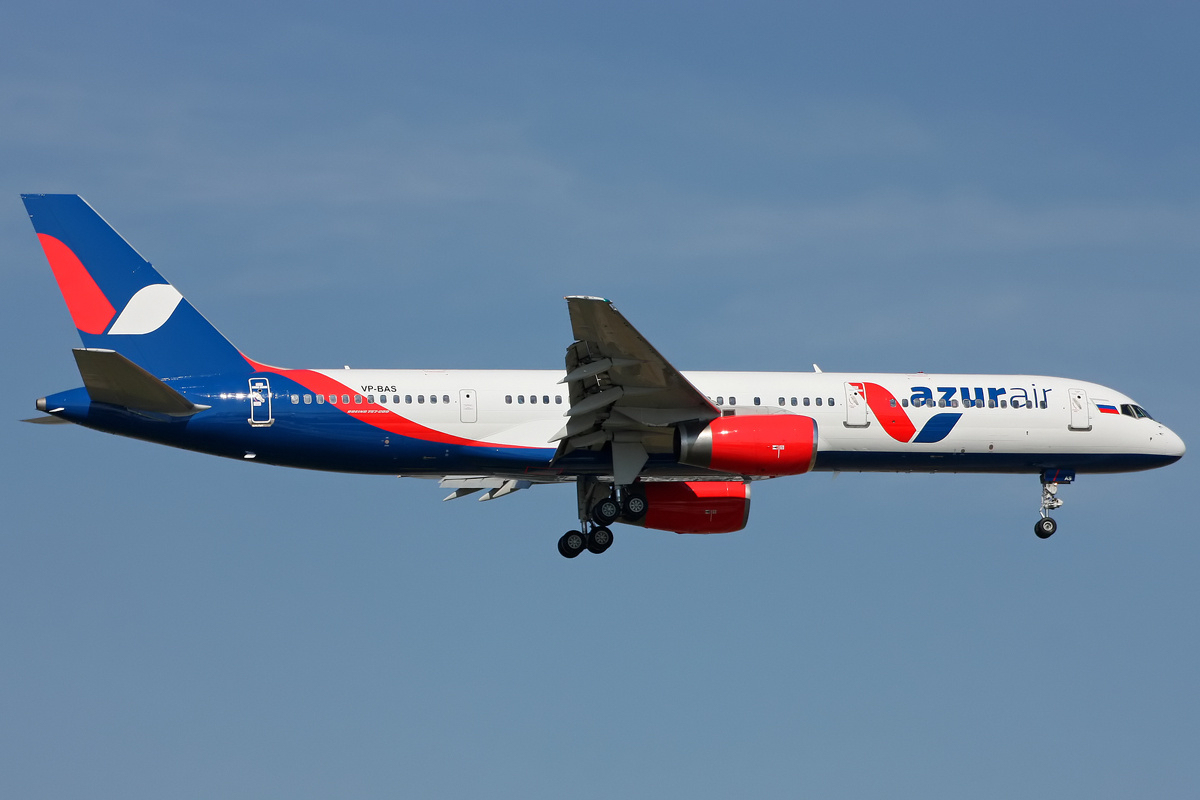
Boeing 757-200 авиакомпании Azur Air заходит на посадку в аэропорту Анталья

По состоянию на февраль 2023 года аэропорт Анталья обслуживает рейсы следующих авиакомпаний:

## Статистика

### Пассажиропоток

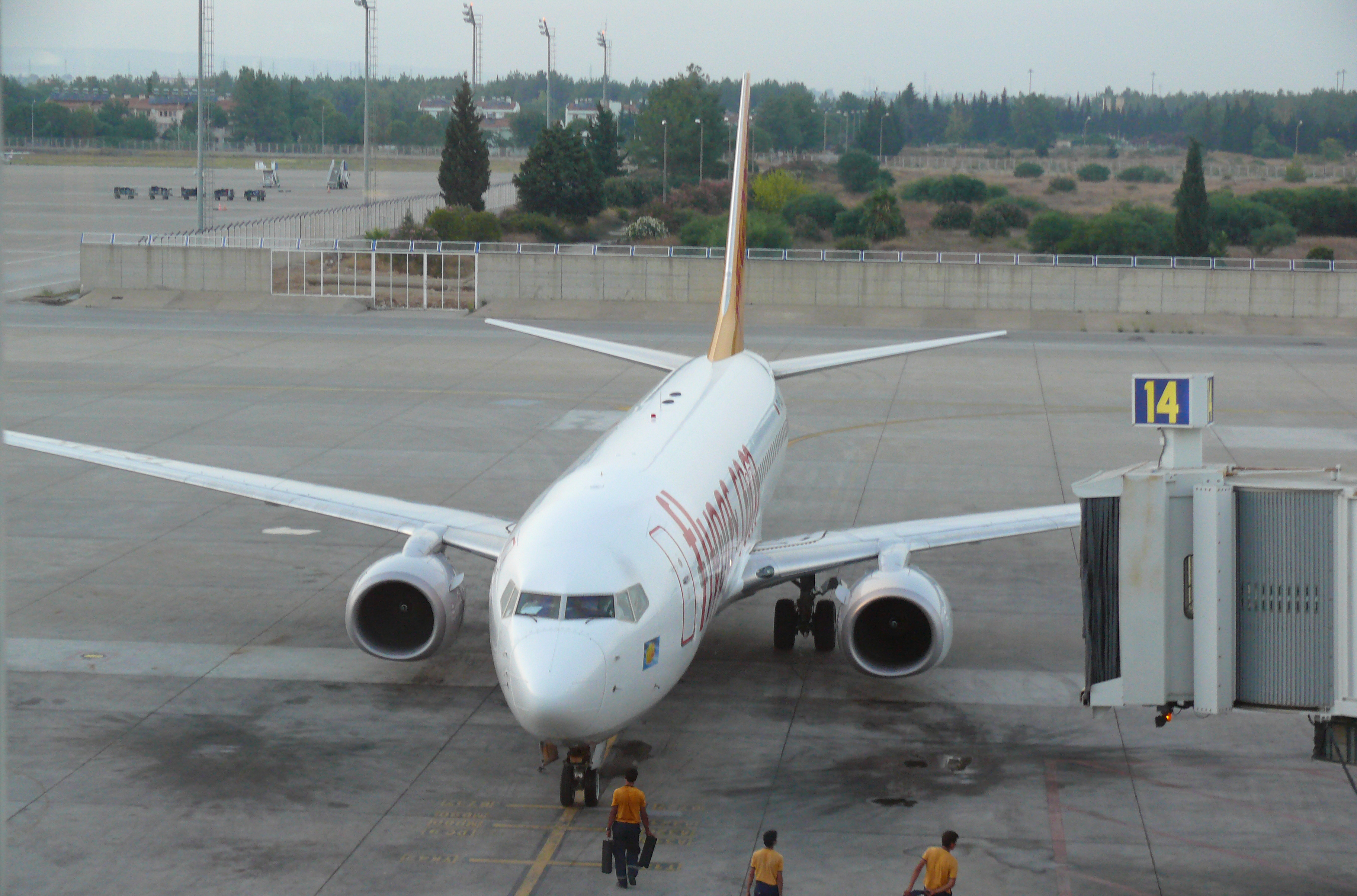
Boeing 737-800 авиакомпании Pegasus Airlines в аэропорту Анталья

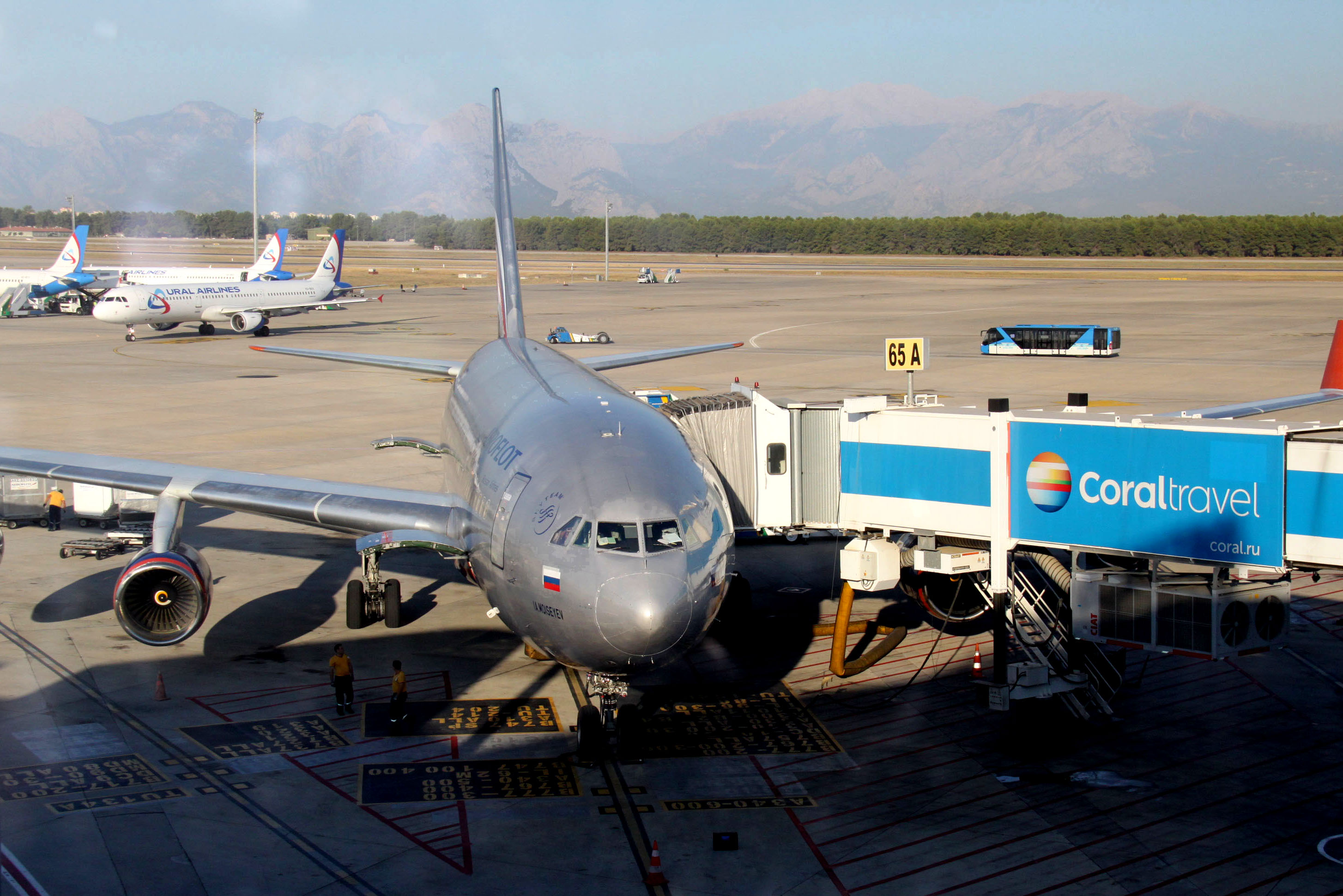
Ил-96-300 авиакомпании Аэрофлот — Российские авиалинии в аэропорту Анталья. На заднем плане самолёты авиакомпании Уральские Авиалинии

Данные из запроса в Викиданные.
| Год                                        | Внутренний, чел. | Изменение | Международный, чел. | Изменение | Всего      | Изменение |
| ------------------------------------------ | ---------------- | --------- | ------------------- | --------- | ---------- | --------- |
| 2023                                       |                  |           |                     |           | 35 538 387 | ▲13,8%    |
| 2022                                       | 6 079 262        | ▲ 27,5 %  | 25 130 857          | ▲ 45,7 %  | 31 210 119 | ▲ 41,8 %  |
| 2021                                       | 4 765 985        | ▲ 52%     | 17 247 876          | ▲ 162%    | 22 013 861 | ▲ 127%    |
| 2020                                       | 3 126 211        | ▼ 55,02%  | 6 584 984           | ▼ 77,08%  | 9 711 195  | ▼ 72,79%  |
| 2019                                       | 6 958 930        | ▼ 8,15%   | 28 720 491          | ▲ 19,03%  | 35 679 421 | ▲ 12,53%  |
| 2018                                       | 7 575 871        | ▲ 2%      | 24 127 993          | ▲ 31%     | 31 703 864 | ▲ 23%     |
| 2017                                       | 7 459 241        | ▲ 6%      | 18 472 418          | ▲ 58%     | 25 931 659 | ▲ 38%     |
| 2016                                       | 7 023 698        | ▲ 1.4%    | 11 717 961          | ▼ 48%     | 18 741 659 | ▼ 32.5%   |
| 2015                                       | 6 923 023        | ▲ 11%     | 20 801 226          | ▼ 6%      | 27 724 249 | ▼ 2%      |
| 2014                                       | 6 217 042        | ▲ 12%     | 22 124 021          | ▲ 3%      | 28 341 063 | ▲ 5%      |
| 2013                                       | 5 526 485        | ▲ 12%     | 21 492 138          | ▲ 7%      | 27 018 623 | ▲ 8%      |
| 2012                                       | 4 971 312        | ▲ 10,0 %  | 20 022 355          | ▼ 2,0 %   | 24 993 667 | ▼ 0,9 %   |
| 2011                                       | 4 554 784        | ▲ 23,0 %  | 20 558 851          | ▲ 12,0 %  | 25 113 635 | ▲ 14,0 %  |
| 2010                                       | 3 694 085        | ▲ 18,0 %  | 18 302 516          | ▲ 20,0 %  | 21 996 601 | ▲ 20,0 %  |
| 2009                                       | 3 135 139        | ▲ 21,0 %  | 15 210 554          | ▼ 6,0 %   | 18 345 693 | ▼ 2,0 %   |
| 2008                                       | 2 588 054        | ▲ 1,5 %   | 16 201 203          | ▲ 6,9 %   | 18 789 257 | ▲ 6,1 %   |
| 2007                                       | 2 550 396        | ▲ 6,0 %   | 15 159 989          | ▲ 24,0 %  | 17 710 385 | ▲ 21,0 %  |
| 2006                                       | 2 406 626        | ▲ 50,0 %  | 12 235 417          | ▼ 14,0 %  | 14 642 043 | ▼ 8,0 %   |
| 2005                                       | 1 608 749        | ▲ 47,0 %  | 14 256 114          | ▲ 13,0 %  | 15 864 863 | ▲ 16,0 %  |
| 2004                                       | 1 092 858        | ▲ 77,6 %  | 12 563 195          | ▲ 28,8 %  | 13 656 053 | ▲ 31,7 %  |
| 2003                                       | 615 420          | ▲ 5,4 %   | 9 756 180           | ▲ 0,1 %   | 10 371 600 | ▲ 0,4 %   |
| 2002                                       | 584 077          |           | 9 750 874           |           | 10 334 951 |           |
| Источник: Devlet Hava Meydanları İşletmesi |                  |           |                     |           |            |           |

### Грузопоток
| Год                                        | Внутренний, тонн | Изменение | Международный, тонн | Изменение | Всего   | Изменение |
| ------------------------------------------ | ---------------- | --------- | ------------------- | --------- | ------- | --------- |
| 2010*                                      | 78 333           | ▲ 1,0 %   | 369 074             | ▲ 20,0 %  | 447 407 | ▲ 16,0 %  |
| 2009                                       | 77 705           | ▲ 40,0 %  | 306 610             | ▼ 6,0 %   | 384 315 | ▲ 1,0 %   |
| 2008                                       | 53 929           | ▼ 0,1 %   | 358 041             | ▲ 16,9 %  | 411 970 | ▲ 14,3 %  |
| 2007                                       | 53 952           | ▲ 4,0 %   | 306 394             | ▲ 24,0 %  | 360 346 | ▲ 20,0 %  |
| 2006                                       | 51 764           | ▲ 48,0 %  | 247 433             | ▲ 14,0 %  | 299 197 | ▼ 7,0 %   |
| 2005                                       | 34 931           | ▲ 41,0 %  | 286 801             | ▲ 13,0 %  | 321 732 | ▲ 16,0 %  |
| 2004                                       | 24 793           | ▲ 69,6 %  | 253 612             | ▲ 32,1 %  | 278 405 | ▲ 34,8 %  |
| 2003                                       | 14 622           | ▲ 15,3 %  | 191.914             | ▲ 12,4 %  | 206.536 | ▲ 12,6 %  |
| 2002                                       | 12 681           |           | 170 688             |           | 183 369 |           |
| Источник: Devlet Hava Meydanları İşletmesi |                  |           |                     |           |         |           |

## Транспортное сообщение

### Трамвай
Трамвайный маршрут № T1A имеет конечную рядом с Международным терминалом 1 и Внутренним терминалом. Конечная станция располагается на эстакаде. Линия трамвая не заходит в Международный терминал 2. От аэропорта маршрут трамвая проходит через центр города, автовокзал и имеет вторую конечную в районе Фатих (Кепез). Интервал движения 15–20 минут. Оплата проезда производится транспортной картой Антальякарт либо банковскими картами Visa/MasterCard с опцией бесконтактной оплаты (кроме карт, выпущенных в РФ). Также доступна оплата по физической карте “Letim”, которую можно заказать в России с помощью соответствующего мобильного приложения.

### Автобус
Городской автобус № 400 работает по расписанию, с интервалом 1 раз в 2 часа. Он отправляется от Международного терминала 2, имеет остановку возле Международного терминала 1 и Внутреннего терминала, и следует в район Коньяалты. Расписание и точный маршрут можно найти в мобильном приложении “Antalya Kart”.
Городской автобус № 600 (ночью — № 600G) работает по расписанию, с интервалом 1 раз в час или реже. Он отправляется от Международного терминала 2, имеет остановку возле Международного терминала 1 и Внутреннего терминала. Далее маршрут автобуса проходит через центр города, конечная остановка — автовокзал.
Городской автобус № 800 отправляется от Международного терминала 2, имеет остановку возле Международного терминала 1 и Внутреннего терминала, далее проходит через районы Алтынташ и Лара, и имеет конечную в центре города, недалеко от Старого города. Интервал движения — 1 раз в час или реже. Расписание и точный маршрут можно найти в мобильном приложении “Antalya Kart”. Цена проезда по карте Антальякарт (на ноябрь 2024 года) составляет 40 лир — в 2 раза дороже, чем на обычных городских автобусах. Наличные не принимают.
Автобус Хаваш (Havaş) — шатл компании Хаваш, который курсирует между аэропортом Анталья и ТЦ “Migros 5M”, расположенным в районе Коньяалты. Автобус работает с 6 утра до 22 часов, каждый час.. Автобусы отправляются от терминала внутренних рейсов (Domestic Terminal), что рядом с Первым международным терминалом. Автобус не заходит в Терминал 2.
В автобусах Хаваш есть специальное багажное отделение. Стоимость проезда приблизительно составляет 3$, время в пути — 35 минут. Оплата только наличными, Антальякарт не принимают.

### Такси
У всех терминалов аэропорта находятся стоянки такси. Их услугами можно воспользоваться круглосуточно. Прейскурант с указанием тарифов до основных городов и курортов вывешен на каждой стоянке. Тарифы такси - такие же, как и во всех остальных частях города, в такси (в зеркале заднего вида) установлен таксометр, который рассчитывает цену поездки исходя из километров и минут.

### Трансферные компании
Существуют также многочисленные трансферные компании, которые по предварительному заказу через Интернет, по электронной почте или по телефону могут доставить пассажиров в любую точку Анатолийского побережья, равно как и обратно. Их услуги, как правило, стоят существенно дешевле, чем такси, но дороже, чем автобусы.

## Галерея
|                      |                                     |                                   |                                       |                               |
| На въезде в аэропорт | Вид внутри международного терминала | Зона досмотра пассажиров и багажа | Курительная комната в транзитной зоне | Магазин беспошлинной торговли |